# Fenomen fi

En el fenomen fi, una successió d'imatges reproduïda a una certa velocitat ens causa sensació de moviment

Exemple del moviment beta, sovint confós amb el fenomen fi

El fenomen fi, o phi, és una il·lusió òptica definida per Max Wertheimer, que va descriure per primer cop aquesta forma de moviment aparent en la seva tesi d'habilitació, publicada el 1912, marcant el naixement de la psicologia de la Gestalt. Juntament amb el fenomen de persistència retinal van establir les bases de la teoria del cinema, a les quals l'aplicà Hugo Münsterberg el 1916.
L'experiment és mot senzill: es projecten, alternativament, dos punts lluminosos sobre una pantalla, un a la dreta i un a l'esquerra. Si el ritme va molt lent, veurem els dos punts que s'il·luminen i s'apaguen alternativament; però si augmentem la freqüència, observarem un sol punt lluminós que es desplaça de dreta a esquerra i d'esquerra a dreta. Aquesta il·lusió òptica s'origina en el fet que el SVH és capaç de percebre la sensació de moviment a partir de la informació fraccionada d'una successió d'imatges. És a dir, a partir de la reproducció d'una sèrie d'imatges fixes en un cert nombre per segon, l'espectador té la sensació de moviment continu. Això inclou especialment el moviment beta, que és important per a la il·lusió del moviment en cinema i animació. En realitat, Wertheimer va aplicar el terme "fenomen φ" a tots els moviments aparents descrits en la seva tesi quan va introduir el terme el 1912, el moviment sense objecte que ell va anomenar "pur φ". Tot i això, alguns comentaristes afirmen que reservava la lletra grega φ per a un moviment pur i sense objecte.
La raó per la qual el cervell crea una sensació de moviment tot i només rebre petits fragments d'aquest és degut al fet que el propi cervell omple els espais entre les imatges i crea una il·lusió contínua, a partir d'una simple sèrie d'imatges estàtiques en moviment.
Mentre que la persistència retinal produeix una superposició d'imatges, el fenomen fi reconstrueix els espais entre les imatges sumant les corresponents impressions una rere l'altre. D'aquesta manera, es genera la sensació de moviment.

## Persistència retinal
La persistència retinal és la responsable que una imatge -després de cessar-ne la projecció- es mantingui un breu instant de temps en la nostra retina i la puguem relacionar amb la següent imatge. La persistència retinal llavors, fa possible el fenomen fi, a partir de 12 imatges per segon. Tanmateix, tot i percebre moviment a partir d'aquesta freqüència d'imatges per segon, observarem un altre fenomen anomenat parpelleig. Per a vèncer aquest fenomen, es necessita que hom projecti 40 imatges per segon (o més). Aleshores hi haurà percepció de moviment (a causa del fenomen fi) i no s'hi observarà cap mena de parpelleig (ja que s'ha superat la freqüència crítica de parpelleig).

## Freqüència crítica de fluctuació
Aquesta correspon a la freqüència mínima de parpelleig que ha de tenir la font de llum fluctuant per a produir la sensació de llum contínua en els nostres ulls.
La persistència retinal i el fenomen fi, en conjunt, imposen una condició a qualsevol font de llum que produeixi imatges o impulsos. La seva freqüència ha de tenir un valor mínim crític per a que s'hi pugui apreciar la llum emesa com a contínua, sent aquesta 50 vegades per segon; una freqüència inferior produeix parpelleig.

## Exemples d'ús del fenomen fi
Tot i que el cinema és l'exemple per excel·lència d'aquest fenomen, hi va haver una sèrie de precursors anteriors.

### Fenaquistoscopi
El fenaquistoscopi és un aparell format per un disc giratori de cartró, amb una sèrie d'escletxes o ranures equidistants i una sèrie de dibuixos que descomponen les fases d'un moviment en una de les cares. L'espectador es posa davant d'un mirall i col·loca les imatges de cara al mirall, de manera que en fer girar el disc i mirar a través d'una de les ranures s'obté la il·lusió de les imatges en moviment.

### Zoòtrop
El zoòtrop està compost d'un tambor circular amb unes petites ranures homogèniament distribuïdes a la part superior i una tira d'imatges, que descomponen un moviment cíclic, enganxada a la part interior del tambor, just per sota de les ranures. En girar el tambor, si es mira a través d'una de les ranures, s'obté la il·lusió de moviment.

## Fenomen fi al cinema
L'efecte fotogràfic conegut com a Efecte Fi és una tècnica cinematogràfica que es fa servir per crear una sensació de moviment circular en una escena. L'efecte s'aconsegueix girant la càmera al voltant de l'objecte o l'actor principal. Aquesta tècnica es fa servir sovint per crear un sentit de profunditat i dramatisme en una escena, i pot ser una eina poderosa per explicar una història.
L'efecte Fi es va crear a la dècada de 1930 pel cineasta rus Serguei Iutkevitx i es va utilitzar àmpliament en el cinema europeu i nord-americà durant les dècades de 1940 i 1950. La primera pel·lícula a utilitzar l'efecte va ser "Earth", de Iutkevitx.
L'efecte Fi s'ha utilitzat àmpliament al cinema des de llavors, ja sigui per crear la sensació de moviment d'un personatge a través d'una escena o per destacar un objecte en particular al centre de la pantalla. Alguns directors, com Stanley Kubrick, han utilitzat l'efecte en diverses pel·lícules. Per exemple, a la seva pel·lícula de 1968 "2001: A Space Odyssey", Kubrick va utilitzar l'efecte per crear la sensació de moviment a través de l'espai, mentre que a la seva pel·lícula de 1975 "Barry Lyndon", l'efecte es va utilitzar per destacar un objecte en particular al centre de la pantalla.
L'efecte Fi també s'ha utilitzat en pel·lícules d'èxit comercial, com The Matrix (1999) i Avatar (2009). A "The Matrix", l'efecte es va utilitzar per crear una sensació de moviment mentre els personatges es movien a través d'una escena, mentre que a "Avatar" l'efecte es va utilitzar per destacar els protagonistes al centre de la pantalla.
L'efecte Fi s'ha utilitzat per crear una varietat de sensacions diferents al cinema. Pot ser una eina poderosa quan es fa servir adequadament, i pot ajudar els directors a explicar històries d'una manera única i memorable.

## Experiment del fenomen fi
El típic experiment per demostrar el fenomen fi consisteix a fer observar a un conjunt d'espectadors una pantalla a la qual es projecten dues imatges que es van repetint successivament. La primera imatge té una línia a l'esquerra; en canvi, en la segona imatge, la línia és a la dreta. Aquestes imatges seran mostrades a més o menys velocitat, i després de cada mostra a una velocitat concreta, es preguntarà als espectadors què veuen.
En unes certes combinacions de temps i espai entre les dues imatges, els espectadors notaran una certa sensació de moviment entre l'espai entremig i al voltant de les dues línies. En aquests casos, la línia que sembla moure's és en realitat una figura que primer es mostra a l'esquerra i després a la dreta.

### Demostració experimental
Els experiments clàssics de Wertheimer utilitzaven dues línies lleugeres o corbes presentades repetidament una després de l'altra mitjançant un taquistoscopi. Si s'utilitzaven intervals determinats, relativament curts, i la distància entre els estímuls era adequada, els seus subjectes (que van passar a ser els seus col·legues Wolfgang Köhler i Kurt Koffka) van informar de veure un moviment "sense objecte" pur.

"Magni-fi", variant de la configuració experimental clàssica amb més de dos elements

Tot i això, resulta difícil demostrar fi de forma estable i convincent. Per facilitar la demostració del fenomen, els psicòlegs del segle XXI van dissenyar un arranjament experimental més viu amb més de dos estímuls. En aquesta demostració, anomenada "Magni-fi", es disposen discs idèntics en un cercle i, en una seqüència ràpida, un dels discos s'amaga en ordre en sentit horari o en sentit antihorari. Això fa que sigui més fàcil observar el tipus de moviment semblant a l'ombra que va descobrir Wertheimer. La demostració de Magni-fi és sòlida per a canvis de paràmetres com ara cronometratge, mida, intensitat, nombre de discos i distància de visualització.
A més, el fenomen es pot observar de manera més fiable, fins i tot amb només dos elements si s'utilitza un interval interstíbul negatiu (ISI) (és a dir, si els períodes durant els quals els dos elements són visibles se solapen lleugerament). En aquest cas, l'espectador pot veure els dos objectes estacionaris i suposar inconscientment que la reaparició de l'estímul per un costat significa que l'objecte anteriorment mostrat en aquesta posició ha tornat a aparèixer i no, com s'observa amb el moviment beta, que l'objecte de el costat oposat acaba de passar a una nova posició. El factor crucial d'aquesta percepció és la falta de discontinuïtat de l'estímul a cada costat. Això és compatible amb l'observació que s'han de triar correctament dos paràmetres per produir el fenomen fi pur: primer, la durada absoluta del buit de cada costat no ha de superar els 150 ms. I, en segon lloc, la durada del buit no ha de ser superior a 40% del període d'estímul.

## Història de la recerca
Al seu assaig publicat el 1912, Experimentelle Studien über das Sehen von Bewegung, Max Wertheimer introduí per primer cop el símbol φ (fi) de la següent manera:
| Gegeben sind sukzessiv zwei Objekte als Reize; diese werden empfunden; zuerst wird a gesehen, zuletzt b; zwischen ihnen war die ‚Bewegung von a nach b gesehen‘; ohne daß die entsprechende Bewegung resp. die raum-zeit-kontinuierlichen Zwischenlagen zwischen a und b wirklich als Reize exponiert gewesen wären. Der psychische Sachverhalt sei – ohne irgendeine Präjudiz – mit a φ b bezeichnet. | Es donen com a estímuls dos objectes successius; aquests es perceben; primer es veu a, últim b; entre ells es veu el "moviment de a a b"; sense haver realment exposat el moviment corresponent, respectivament, les posicions intermèdies-espai-continu entre temps i b com a estímuls. La qüestió física es denotarà –sense cap prejudici– a a φ b. |

A més del "moviment òptim" (més tard anomenat moviment beta) i moviments parcials d'ambdós objectes, Wertheimer va descriure un fenomen que va anomenar "moviment pur". Per a això, va resumir les descripcions dels seus temes de prova de la següent manera:
| Diese Fälle zeigten sich so, daß auch nicht etwa der Gedanke vorhanden war: ein Objekt habe sich hinüberbewegt; was von Objekten vorhanden war, war in den zwei Lagen gegeben; nicht eines oder eines von ihnen oder ein ähnliches betraf die Bewegung; sondern zwischen ihnen war Bewegung gegeben; nicht eine Objektbewegung. Auch nicht: das Objekt bewegt sich hinüber, ich sehe es nur nicht. Sondern es war einfach Bewegung da; nicht auf ein Objekt bezüglich. | Aquests casos van aparèixer d'una certa manera, que ni tan sols hi havia el pensament: un objecte s'ha mogut; el que existia d'objectes es donava en dues posicions; ni un ni l'altre d'ells ni un de semblant donaven compte del moviment; però entre ells hi havia moviment; no un moviment d'un objecte. Ni tan sols: l'objecte es desplaça a sobre, simplement no el veig. En canvi, va ser només moviment allà; no respecte a un objecte. |

Wertheimer va atribuir molta importància a aquestes observacions perquè, segons la seva opinió, van demostrar que el moviment es podia percebre directament i no es va necessitar deduir necessàriament de la sensació separada de dos estímuls òptics en llocs lleugerament diferents en moments lleugerament diferents. Aquest aspecte de la seva tesi va ser un detonant important en el llançament de la psicologia de Gestalt.
A partir de mitjan segle xx, a la literatura científica va sorgir una confusió sobre què era exactament el fenomen fi. Una de les raons podria ser que els científics anglòfons tinguessin dificultats per comprendre la tesi de Wertheimer, que es va publicar en alemany. L'estil d'escriptura de Wertheimer també és idiosincràtic. A més, la tesi de Wertheimer no especifica amb exactitud quins paràmetres es va observar el "moviment pur". A més, és difícil reproduir el fenomen. La influent història d'Edwin Boring de la psicologia de la sensació i la percepció, publicada per primera vegada el 1942, va contribuir a aquesta confusió. Boring enumerava els fenòmens que Wertheimer havia observat i ordenat per la longitud de l'interval interstíbul. Tanmateix, Boring va situar el fenomen fi en la posició incorrecta, és a dir, que té un interval d'inter estímul relativament llarg. De fet, amb intervals tan llargs, els subjectes no perceben el moviment en absolut; només observen dos objectes que apareixen successivament.
Aquesta confusió ha contribuït probablement al "redescobriment" del fenomen fi sota altres noms, per exemple, com "moviment omega", "moviment posterior", i "moviment d'ombra".

## Fenomen fi pur

A la part superior el disc negre sembla moure's, a la part inferior hi pot haver la impressió que un quadrat blanc cobreix alternativament els discos estacionaris

Possiblement a causa de la literatura científica contradictòria fins ara gairebé no s'han creat teories sensorials i neurofisiològiques per interpretar el fenomen fi pur.
Un enfocament explicatiu és interpretar la percepció del moviment en això com el moviment d'una "cortina" de cobertura davant de l'objecte mostrat. En canvi, quan es compara el curs del temps del moviment de fi pur amb el moviment beta, els intervals d'interrupció corresponen aproximadament als intervals de rendiment, pel que fa a la durada relativa. Com el triangle de Kanizsa. Aquest fet pot dependre de factors subtils, que en la percepció visual s'interpreten com a objecte i com a fons. Per tant, es podria interpretar el fenomen fi com a interpretar l'objecte real presentat com un fons enfosquit per una "cortina virtual" en moviment. Tanmateix, aquest enfocament explicatiu pressuposaria que fins i tot factors purament temporals poden ser suficients per influir en la interpretació de la percepció visual, que s'interpreta com a objecte i com a rerefons. Si fos així, el fenomen de fi pur no seria en realitat una percepció de moviment sense objecte, com va suposar Wertheimer.

## Fi i beta
Quan es genera un estímul brillant sobre un fons fosc, el fenomen fi explicat apareix com una figura negra fosca que aparentment es mou, tot i que hi ha gent que la veu violeta. Martín pascual deia que la forma es ambigua, per tant varia d'uns ulls a uns altres. També ens deia que al anar tant ràpidament la persistència retiliana no actua amb el fenomen fi.
Afirma que aques fenomen pot ser un cas particular del beta però que, en tot cas, no explica el moviment aparent en el cinema ni la televisió, el fenomen que realment ho fa és el beta, un moviment aparentment òptim manifestació d'un procès mental que sembla extrapolar, per exemple, al veure l'animació en un llibre tipus flip-book. També es sustenta pel fet que beta era conegut abans de 1912.